# Mama's Boy (série télévisée)
Mama's Boy est une série télévisée américaine de sitcom en sept épisodes de 30 minutes diffusés sur NBC entre le 19 septembre 1987 et le 6 août 1988.

## Fiche technique
Sauf indication contraire, les informations mentionnées dans cette section peuvent être confirmées par la base de données cinématographiques IMDb,  présente dans la section « Liens externes ».
- Titre original : Mama's Boy
- Réalisation : J.D. Lobue et Greg Antonacci
- Scénario : Bill Levinson, Don Reo, Bob Schiller et Bob Weiskopf
- Photographie :
- Musique : George Aliceson Tipton
- Casting : Ellen Meyer et Sally Stiner
- Montage : Skip Collector
- Décors :
- Costumes : Julie Rhine, Helaine Bruck et Mary Taylor
- Production : Paul Junger Witt et Tony Thomas
  - Coproducteur : Bill Levinson
  - Superviseur de la production : Don Reo
- Sociétés de production : Witt/Thomas/Harris Productions
- Société de distribution : TeleVentures
- Chaîne d'origine : NBC
- Pays d'origine :  États-Unis
- Langue originale : anglais
- Genre : Sitcom
- Durée : 30 minutes

## Distribution

### Acteurs principaux
- Nancy Walker : Mollie McCaskey
- Bruce Weitz : Jake McCaskey
- Dan Hedaya : Mickey
- James Cromwell : Lucky
- Clive Revill : Frost

### Acteurs secondaires et invités
- Susan Blakely : Victoria
- Lloyd Bochner : Arthur Graham
- Maggie Roswell
- Laura Johnson : Laura
- Rosie Malek-Yonan : Patron
- Bob Sweeney
- Cameron Mitchell : Matt
- Andrea Marcovicci : Jody Cameron
- Dick O'Neill : père Pat

## Épisodes
1. Bachelor of the Year
2. Molly's Night Out
3. Pilot
4. Mickey's Song
5. Remembrance of Things Past
6. Hamlet
7. Scared Straight